# Стовбцівський район
Стовбцівський район — адміністративна одиниця Мінської області Білорусі.

## Адміністративний поділ
У Стовбцівському районі налічується 200 населених пунктів, з них місто Стовбці. Всі села належать до 15-ти сільських рад:
- Аталезська сільська рада → Аталезь • Хутір-Борок • Жолнерковичі • Жуків Борок • Круглиця • Лапки • Опічки • Семенчиці • Туленка.
- Вишневецька сільська рада → Охрімовичі • Вишневець • В`язовець • Головенчиці • Заріччя • Кремець • Мархачевщина • Новопольці • Падеричі • Перекопівщина • Халаїмівщина.
- Воротищенська сільська рада → Великий Двір • Воротище • Горки • Деречинці • Жатерево • Нова Вьоска • Осиповщина • Підлісся • Раєвщина • Савони.
- Залужська сільська рада → Вечеторево • Вискочи • Грядки • Дрозди • Залужжя • Іниця • Казейки • Перетоки • Скоморошки • Слобідка • Старий Свержень • Судники • Цвірки.
- Засульська сільська рада → Варноугол • Гризовщина • Довнарщина • Ждановичі • Заріччя • Засулля • Камейши • Новосілля • Альошкове • Рожанка • Сосенка • Татарщина • Яченка.
- Заямнівська сільська рада → Артюхи • Бохани • Задвір`я • Заямне • Конколовичі • Кучкуни • Отцеда • Слобода • Стецьки • Яблонівка • Ячне.
- Литвинська сільська рада → Апонівщина • Борзди • Бєланівщина • Бутьковичі • Василівщина • Вирловичі • Воропаї • Гудели • Гурнівщина • Дубники • Дявги • Катериндаль • Запольці   • Кондратовичі • Кондратівщина • Кунаши • Курочки • Литва • Осово • Рочевичі • Рудевичі • Сопківщина • Сула • Тисківщина • Толкачівщина • Шпаки.
- Миколаївщинська сільська рада → Бельківщина • .Гребенівщина • Жигалки • Кнотівщина • Любківщина • Месенківщина • Миколаївщина • Погоріле • Полосня • Русаковичі • Сверинове • Судники • Шахновщина.
- Налибокська сільська рада → Борисівка • Войнилівщина • Кам`янка • Клетище • Кречети • Кромань • Лежанець • Налибоки • Нестеровичі • Пильниця • Прудище • Пруди • Рудня Налибокська • Рудня Пильнянська • Телехи • Теребейне • Усса.
- Новоколосовська сільська рада → Колосове • .Новоколосове.
- Новосверженська сільська рада → Кароліна • Новий Свержень • Дрозди • Перетоки • Старий Свержень.
- Рубежевичська сільська рада → Великі Новики • Варакси • Гнетьки • Грань • Довнари • Зуї • Левківщина • Лихачі • Малі Новики • Микуличі • Морозовичі • Нові Рубежевичі • Носалі • Подерне • Рубежевичі • Русаки • Ручин • Симковичі • Тихонова Слобода • Тонове.
- Тесновська сільська рада → Дениси • Дроздівщина • Заминка • Зеневичі • Куль • Мешичі • Олешковець • Петриловичі • Петрово • Сапутевичі • Серкули • Слобідка • Судевичі • Теснова 1 • Теснова 2.
- Хотовська сільська рада → Білиця • Біломошшя • Борок • Деражне • Деревна • Заброддя • Заріччя • Круговини • Лубень • Нивне • Огородники • Підлесков`я???? • Скрощина • Хотова • Хотовка • Шкільний • Янковичі.
- Шашківська сільська рада → Велика Гуменівщина • Бриничево • Дружна • Дудки • Зуберєво • Короліна • Мала Гуменівщина • Найденовичі • Неман • Ниви • Околове • Острови • Підгірна • Ругаєць • Рудня • Старина • Сула • Триліс • Харитонове • Шашки • Юзефинове • Янушки.

Колишні сільські ради на території району:
Слобідська сільська рада → Колосове • Новоколосове • Бохани • Кучкуни • Отцеда • Слобода • Яблонівка.

## Населення

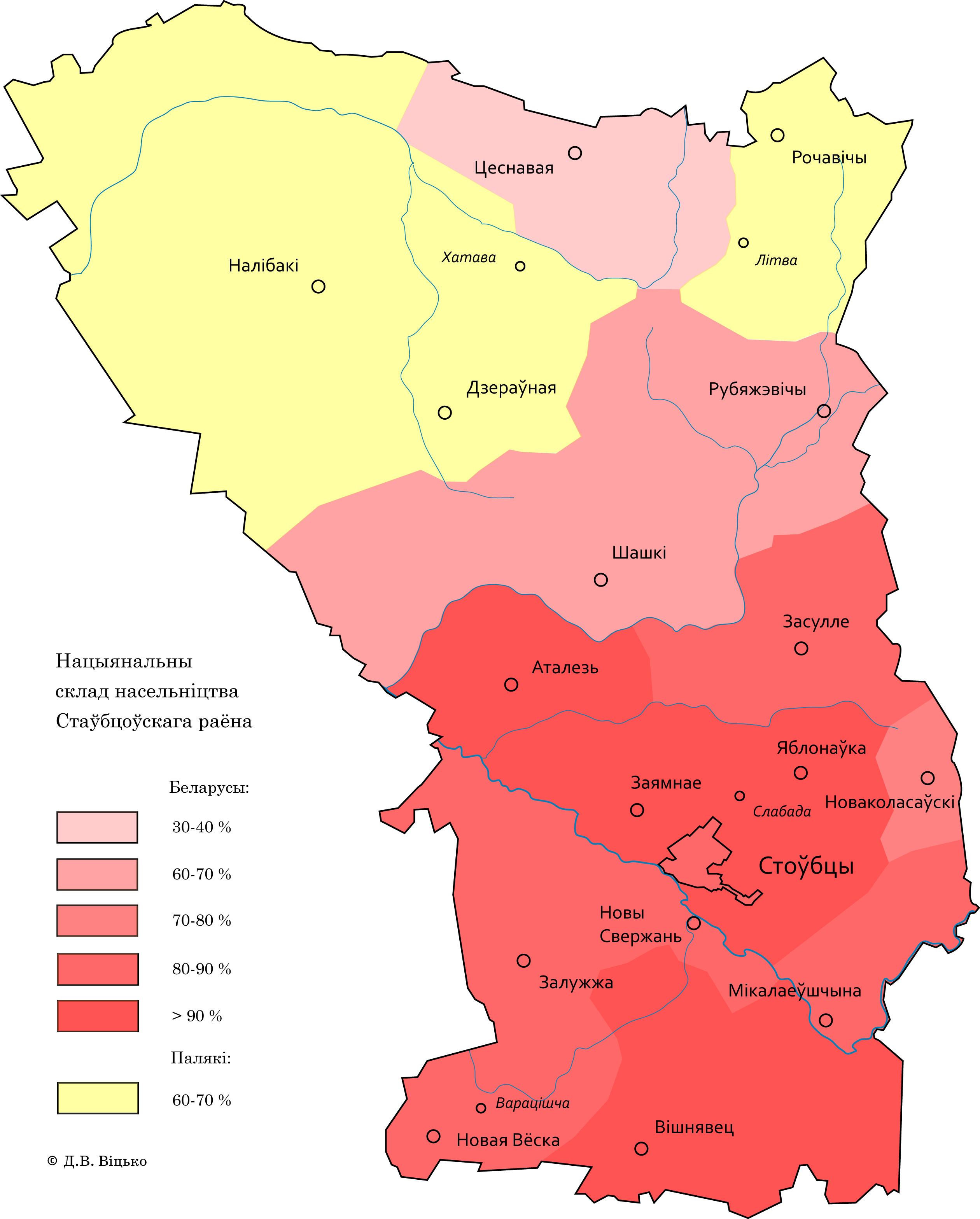
Національний склад населення Стовбцівського району (за результатами перепису 2009 р.)

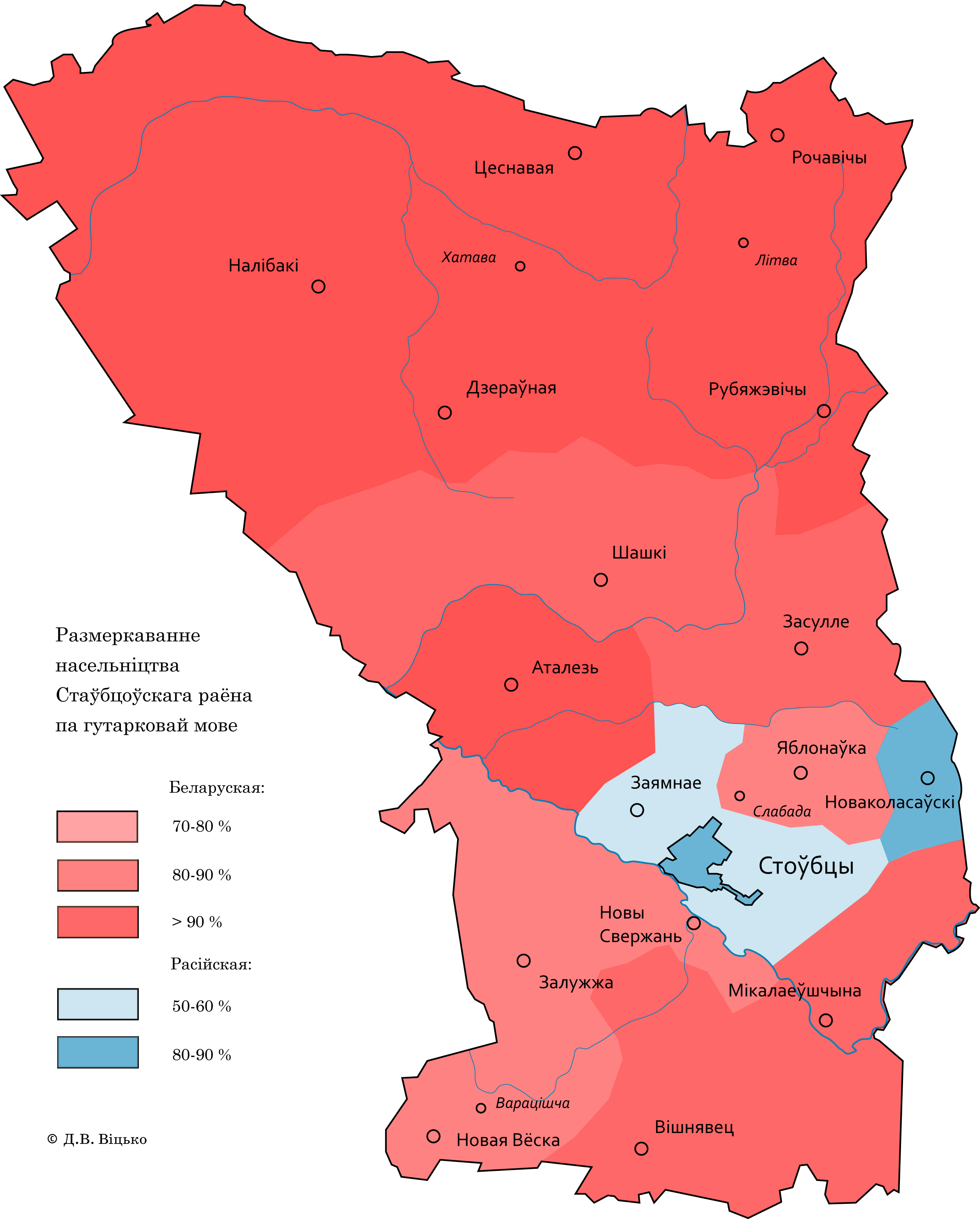
Розподіл населення Стовбцівського району за розмовною мовою (за результатами перепису 2009 р.)

Національний склад населення:
- білоруси — 75,1 %
- поляки — 16,41 %
- росіяни — 5,84 %
- українці — 1,15 %
- інші — 1,5 %

## Відомі особистості
У районі народився:
- Гаврилов Ігор Володимирович — радянський астроном (село Рубежевичі).